# Stazione di Murcia del Carmen
La stazione di Murcia del Carmen (in spagnolo Estación de Murcia del Carmen) è la principale stazione ferroviaria di Murcia, in Spagna.
È gestita dall'ADIF e da qui partono i treni di lunga percorrenza (Larga Distancia), di media percorrenza (Media Distancia) e del servizio suburbano di Murcia e Alicante (Cercanías Murcia/Alicante).

## La stazione
La stazione è situata nel quartiere del Carmen (da cui prende il nome) a sud del centro storico e del Segura. Concepita inizialmente come stazione di seconda categoria nel corso del XX secolo, a seguito della crescente importanza della città di Murcia, venne notevolmente ampliata.
Dispone di sala d'aspetto, biglietteria, bar/tavola calda, distributori automatici di biglietti, punto informazioni e servizio di noleggio auto.

## Servizi ferroviari

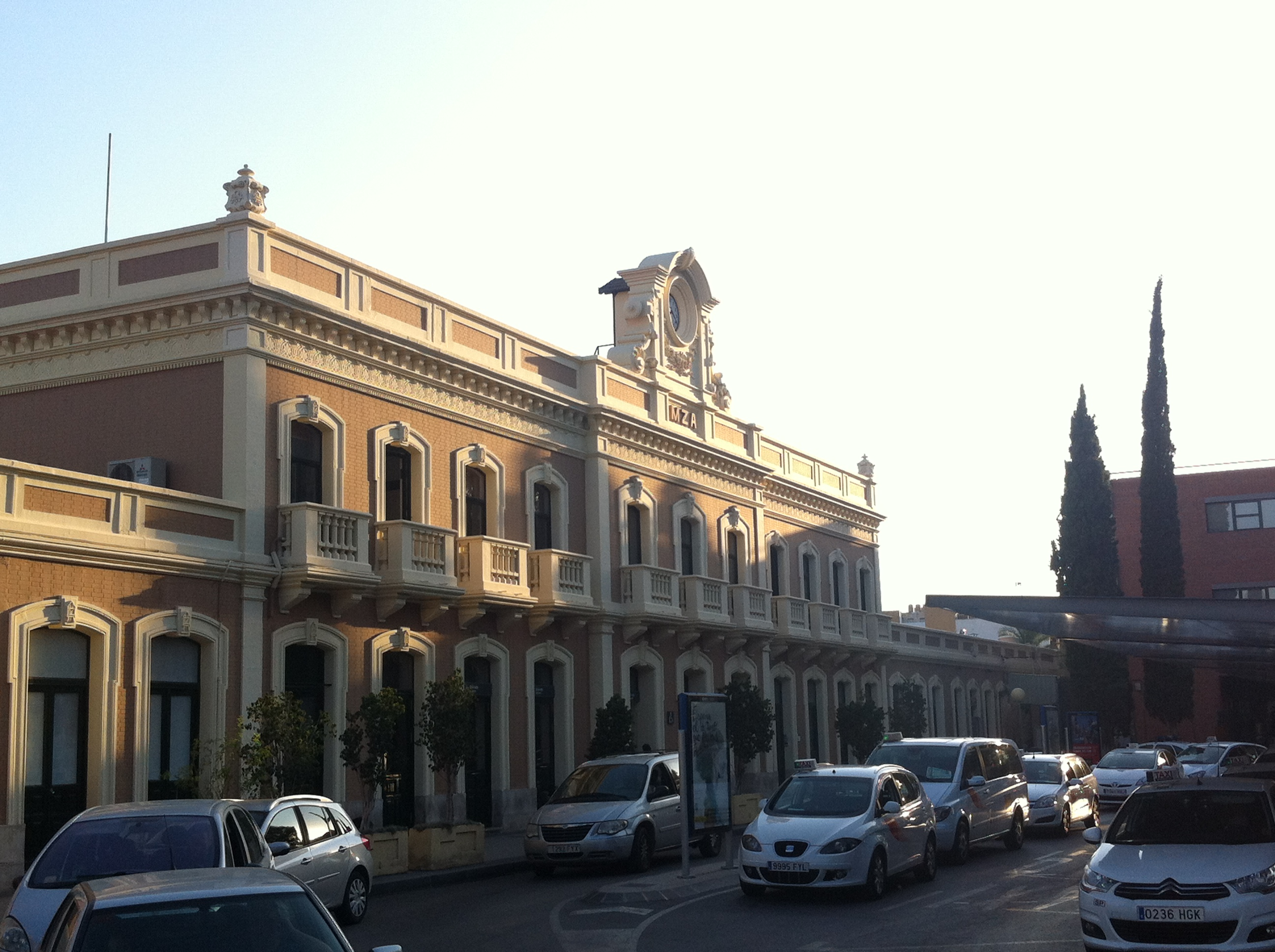
L'esterno della stazione

### Lunga percorrenza
Madrid, Valencia, Barcellona, Albacete e Montpellier (Francia). Servizio operato con treni Talgo, Altaria e Alvia.

### Media percorrenza
Treni InterCity per Madrid, Saragozza e Águilas. Treni regionali per Cartagena, Alicante e Valencia.

### Linee suburbane
- C-1 Murcia - Elche - Alicante (linea azzurra);
- C-2 Murcia - Águilas - Lorca (linea verde).